# Горан Вејвода
Горан Вејвода (Лондон, 1956) српски је уметник. Вејвода је музичар, композитор, ликовни уметник, фотограф, писац и глумац.
Као син дипломате Иве Вејводе, растао је у Лондону, Паризу и Риму, пре него што се преселио у Београд када му је било шеснаест година.
Данас живи у Паризу.

## Дискографија

### Албуми
- 1983. (1983) са Дејаном Кршићем
- The dreambird (1992) са Митром Суботићем
- La peau du monde (1993)
- Микроорганизми (1996) са Рамбом Амадеусом
- Tikho moon (1997)
- Fruit cloud (1999)
- Harmonie (2000)
- Immortel ad vitam (2004)
- Hybridism (2009)
- EHR  (2014)[2]